# Éclipse solaire du 22 janvier 1879
L'éclipse solaire du 22 janvier 1879 est une éclipse solaire annulaire.

## Parcours
D'une durée (maximale) de 3 minutes et 3 secondes, l'éclipse annulaire était visible dans un corridor traversant l'Amérique du Sud, l'Atlantique, l'Afrique centrale, l'Afrique australe et l'Afrique de l'Est.

## Bataille d'Isandhlwana
Cette éclipse est célèbre dans l'histoire pour avoir ponctué vers 14 heures la fin de la bataille d'Isandhlwana, la plus cinglante défaite britannique de la guerre anglo-zouloue. 
Un officier des forces de Chelmsford, qui observait le combat de très loin, donna ce témoignage du déroulement final de la bataille, vers 15 heures : 

« En quelques secondes, nous vîmes distinctement les fusils tirer de nouveau les uns après les autres. Ce qui se reproduisit à plusieurs reprises — une pause, puis un flash — flash ! Le soleil éclairait le camp, puis le camp parut s'assombrir, comme si une ombre l'enveloppait. Les fusils ne tirèrent plus après cela, et les tentes disparurent en quelques minutes. »

— Frances E. Colenso.
À peu près au même moment, dans le témoignage d'un guerrier zoulou : 

« Le ciel s'assombrit au milieu de la bataille ; nous pouvions toujours voir le soleil sur nous, ou sinon nous aurions crû avoir combattu jusqu'au soir. Puis nous pénétrâmes dans le camp, envahi par la fumée et les tirs. Après cela, le soleil réapparut. »

— Bertrand Mitford.
Le nom zoulou de la bataille se traduit ainsi par « le jour de la lune morte ».
L'éclipse est notamment évoquée dans le film L'Ultime Attaque (1979) de Douglas Hickox, retraçant la bataille.